# The Beating He Needed
The Beating He Needed è un cortometraggio muto del 1912 diretto da Mack Sennett con Ford Sterling.

## Produzione
Prodotto dalla Keystone.

## Distribuzione
Il film uscì nelle sale il 7 ottobre 1912, distribuito dalla Mutual Film. Nelle proiezioni, veniva programmato con il sistema dello split reel, accorpato in un'unica bobina con un altro cortometraggio, Pedro's Dilemma.

### Date di uscita
IMDb
- USA 7 ottobre 1912

Alias
- The Sissy Cowboy	USA (titolo di lavorazione)